# Gianluca Barilari
Gianluca Barilari (Roma, 14 febbraio 1964) è un allenatore di pallacanestro italiano con cittadinanza svizzera.